# Sam Bradford
Samuel Jacob "Sam" Bradford (Oklahoma City, el 11 de noviembre de 1987) es un jugador de fútbol americano que juega en la posición de  quarterback para los Minnesota Vikings en la National Football League (NFL).
Fue seleccionado por los Rams como la primera selección en el Draft de la NFL del año 2010. Jugó al fútbol americano universitario en la Universidad de Oklahoma ingresando luego de 3 años con los vaqueros. En 2008, Bradford ganó el trofeo Heisman, así como el premio de la AP al mejor jugador ofensivo de primer año al ingresar a la NFL. 
Actualmente se considera a Bradford como una de las mayores intrigas en la NFL al haber mostrado grandes capacidades, mas su inhabilidad para mantenerse sano es una gran decepción, ya que no ha logrado jugar una temporada completa desde su temporada de novato lanzando para 354 pases completos en 590 intentos, rompiendo el récord entonces en poder de Peyton Manning. En la pretemporada del año 2014 sufrió una grave lesión del ligamento cruzado anterior que le hizo perder toda la campaña de ese año.
Para la temporada 2016 de la NFL los Minnesota Vikings perdieron a su QB de primer equipo, Teddy Bridgewater, por lesión y fue sustituido por Bradford. A cambio, los Eagles recibieron la primera ronda del draft del año 2017 y una probable para el año 2018.

## Vida personal
Bradford tiene orígenes cherokees y está registrado oficialmente como ciudadano en la Nación Cherokee. Bradford fue la primera persona de ascendencia cherokee en jugar en una universidad de la División I desde Alex L. "Sonny"" Sixkiller, un cherokee de pura sangre que jugó para la Universidad de Washington como quarterback durante las temporadas de 1970-1972.
Su padre Kent Bradford fue un liniero ofensivo de los Sooners de 1977 a 1978.
Bradford es también un ávido fan del hockey sobre hielo, su equipo favorito son los Vancouver Canucks. Es también un buen golfista y fue jugador de baloncesto en la escuela secundaria.
En 2009, el alcalde de Oklahoma City, Mick Cornett, declaró el 13 de enero como "Día de Sam Bradford" en su ciudad natal.
Bradford practica la religión cristiana.

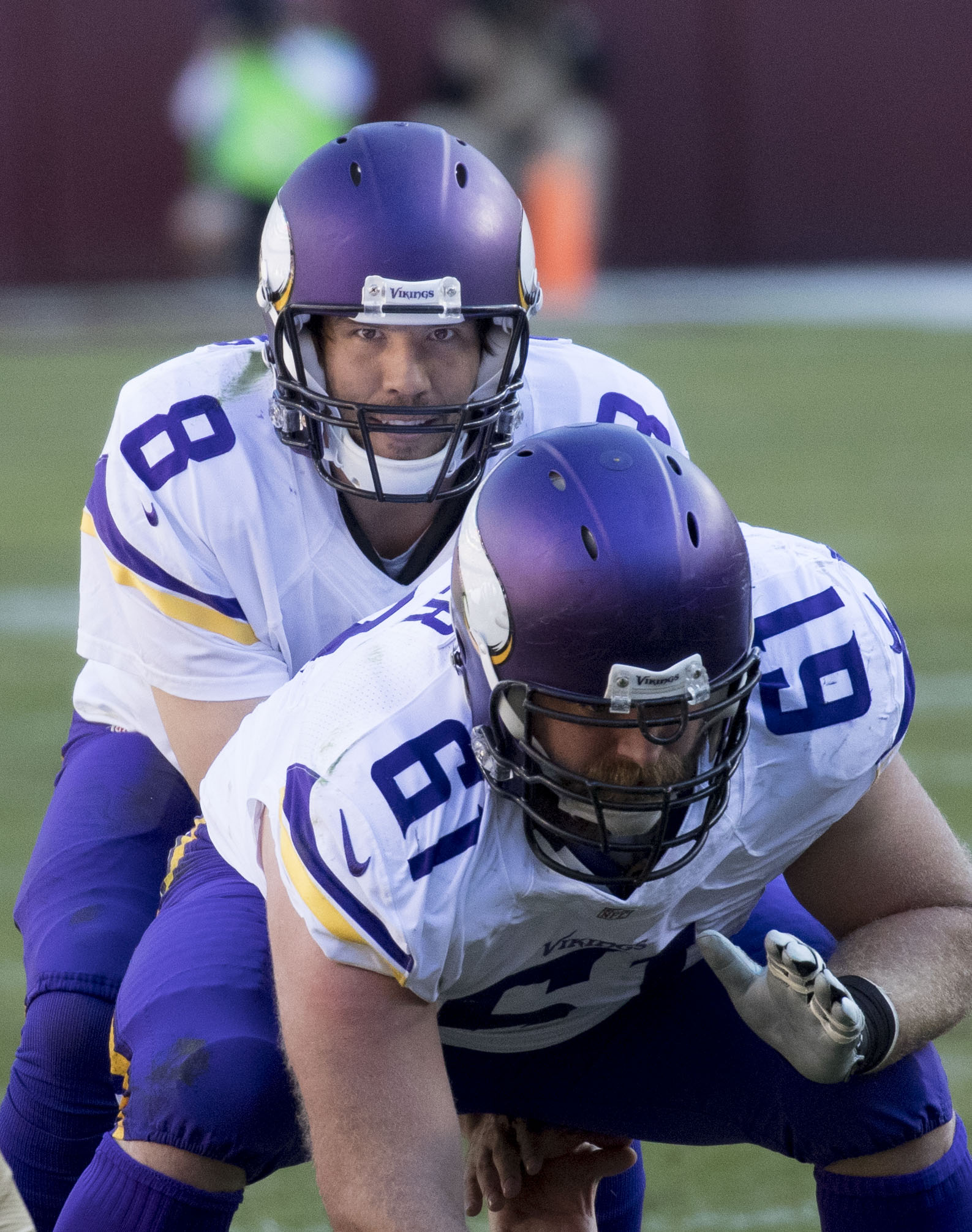
Sam Bradford en 2016.

## Estadísticas
| Año   | Equipo | Juegos | JI | Pases | Pases | Pases | Pases  | Pases | Pases | Pases | Pases | Carreras | Carreras | Carreras | Carreras | Sacked | Sacked | Fumbles | Fumbles |
| Año   | Equipo | Juegos | JI | Cmp   | Int   | Pct   | Yds    | Y/A   | TD    | Int   | Rtg   | Int      | Yds      | Avg      | TD       | Sck    | YdsP   | Fum     | FumP    |
| ----- | ------ | ------ | -- | ----- | ----- | ----- | ------ | ----- | ----- | ----- | ----- | -------- | -------- | -------- | -------- | ------ | ------ | ------- | ------- |
| 2010  | STL    | 16     | 16 | 354   | 590   | 60.0  | 3,512  | 6.0   | 18    | 15    | 76.5  | 27       | 63       | 2.3      | 1        | 34     | 244    | 7       | 2       |
| 2011  | STL    | 10     | 10 | 191   | 357   | 53.5  | 2,164  | 6.1   | 6     | 6     | 70.5  | 18       | 26       | 1.4      | 0        | 36     | 248    | 10      | 7       |
| 2012  | STL    | 16     | 16 | 328   | 551   | 59.5  | 3,702  | 6.7   | 21    | 13    | 82.6  | 36       | 124      | 3.4      | 1        | 35     | 233    | 7       | 1       |
| 2013  | STL    | 7      | 7  | 159   | 262   | 60.7  | 1,687  | 6.4   | 14    | 4     | 90.9  | 15       | 31       | 2.1      | 0        | 15     | 97     | 3       | 1       |
| 2015  | PHI    | 14     | 14 | 346   | 532   | 65.0  | 3,725  | 7.0   | 19    | 14    | 86.4  | 26       | 39       | 1.5      | 0        | 28     | 200    | 10      | 3       |
| 2016* | MIN    | 9      | 9  | 217   | 311   | 69.6  | 2,191  | 7.1   | 12    | 2     | 99.9  | 11       | -3       | -0.3     | 0        | 26     | 189    | 6       | 3       |
| Total | Total  | 70     | 70 | 1,594 | 2,603 | 61.3  | 16,981 | 6.5   | 90    | 54    | 83.2  | 132      | 282      | 2.0      | 2        | 174    | 1,211  | 43      | 17      |

- Temporada en curso

## Marcas en la NFL
St. Louis Rams
- Más pases completos de un quarterback novato (354 en 2010)

Philadelphia Eagles
- Más inténtos de pases en una temporada (590 en 2010)[1]
- Pases completos en una temporada (346 en 2015)[2]
- Mayor porcentaje de pases completos en una temporada (65.0%, en 2015)[3]

Minnesota Vikings
- Más yardas por pase en su debut como Viking (286 en 2016)